# Jesús Alberto Navas
Jesús Alberto Navas Álvarez (Tegucigalpa, Francisco Morazán, Honduras; 19 de agosto de 1981) es un futbolista hondureño. Juega de mediocampista y su equipo actual es el Honduras Progreso de la Liga Nacional de Honduras.

## Clubes
| Club              | País      | Año             |
| ----------------- | --------- | --------------- |
| Olimpia           | Honduras  | 2001 - 2010     |
| Necaxa            | Honduras  | 2010 - 2012     |
| Vida              | Honduras  | 2012 - 2013     |
| Suchitepéquez     | Guatemala | 2013            |
| Jaguares de UPNFM | Honduras  | 2014            |
| Aurora            | Guatemala | 2015 - 2016     |
| Honduras Progreso | Honduras  | 2016 - Presente |

## Palmarés

### Campeonatos nacionales
| Título          | Club    | País     | Año  |
| --------------- | ------- | -------- | ---- |
| Torneo Apertura | Olimpia | Honduras | 2002 |
| Torneo Clausura | Olimpia | Honduras | 2004 |
| Torneo Clausura | Olimpia | Honduras | 2005 |
| Torneo Apertura | Olimpia | Honduras | 2005 |
| Torneo Clausura | Olimpia | Honduras | 2006 |
| Torneo Clausura | Olimpia | Honduras | 2008 |
| Torneo Clausura | Olimpia | Honduras | 2009 |
| Torneo Clausura | Olimpia | Honduras | 2010 |